# Al Karak
Al-Karak o Al-Kerak (del árabe: الكرك) es la capital de la gobernación homónima de Jordania, y conocida por su castillo de los cruzados. El Castillo de Karak, Qal'at al Karak, es uno de los tres castillos más grandes de la región, los otros dos se encuentran en Siria.
La ciudad de Karak, que formó parte hace tiempo del Reino de Jerusalén, se encuentra a 140 km al sur de Amán, en el Camino de los Reyes. Durante las cruzadas se construyó una fortaleza en la cresta de la montaña, a 930 m de altitud, rodeada por tres de sus lados por un abismo sobre el valle. Desde aquí puede verse el mar Muerto. Alrededor del castillo, la ciudad tiene unos 20 000 habitantes, y posee varios edificios destacables, restaurados, de la época otomana. La ciudad vieja se halla sobre una meseta triangular, con el castillo como una estrecha prolongación hacia el sur, dominando el entorno. La zona metropolitana de Karak tenía en 2003 unos 68 000 habitantes, pero hoy esa cifra puede haberse doblado. La mayoría son musulmanes, con una minoría cristiana, aunque muy alta para Jordania.

## Historia
Al Karak ha sido habitada desde la Edad del Hierro, y fue una ciudad importante para los moabitas, que la llamaban Qir de Moab. En la Biblia se mencionan las dos fortalezas de los moabitas, Ar y Qir, en Isaías, 15:1. Isaías vuelve a mencionarla como Qer Harreseth en 16:7, como formando parte del Imperio asirio. En el Libro de los Reyes y en el Libro de Amós se menciona como el lugar donde fueron los sirios antes de asentarse en la región norte de Palestina, y a la cual envió Tiglatpileser III los prisioneros después de la conquista de Damasco. Más tarde, cayó bajo el poder de los nabateos y de los romanos, y en 105 fue conquistada por los gasánidas. Durante el último periodo helenístico se convirtió en una ciudad importante con el nombre de Kharkha. Bajo el Imperio bizantino se convirtió en sede episcopal, y más tarde fue predominantemente cristiana aun bajo gobierno árabe.
Su mayor importancia, sin embargo, se alcanzó durante las Cruzadas y bajo la dinastía ayubí, iniciada con Saladino.

## El castillo
La construcción de los cruzados empezó en la década de 1140, bajo Payen el Mayordomo, mayordomo del rey Fulco de Jerusalén. Paganus o Pagano fue también Señor de Transjordania y Karak se convirtió en el centro de su poder, sustituyendo el debilitado  castillo de Montreal, más al sur. Gracias a su posición al este del río Jordán, Karak tenía el control de los beduinos y de las rutas que unían Damasco con Egipto y La Meca. Sus sucesores, su sobrino Maurice y Philippe de Milly, añadieron torres y protegieron las caras norte y sur con dos profundas fosas (la del sur de usaba como cisterna). La construcción más notable de la arquitectura de los cruzados se realizó en el norte, donde hay todavía una inmensa sala con arcos de dos pisos de altura, usada como establo y residencia pero también como refugio ante los ataques con máquinas de guerra.
En 1176, Reinaldo de Chatillon toma posesión del castillo tras casarse con Estefanía de Milly, viuda de Hunfredo III de Torón y nuera de Hunfredo II de Torón. Desde Karak, Reinaldo hostiga a las caravanas e incluso intenta atacar La Meca. En 1183, Saladino sitia el castillo en respuesta a los ataques de Reinaldo. El sitio del Kerak tiene lugar durante el matrimonio de Hunfredo IV de Torón e Isabel de Jerusalén. Saladino promete no asaltar la habitación de los reyes mientras asalta el castillo, pero fracasa debido a la ayuda del rey Balduino IV de Jerusalén. 
A la muerte de Balduino IV de Jerusalén, le sucedió su sobrino de 6 años Balduino V, que murió al cabo de un año. Su madre le cedió el mando entonces a su nuevo marido, Guido de Lusignan, quien, desinteresado por la política, se dejó aconsejar por Reinaldo de Chatillon. Este quería dominar la región, rompió la tregua con los árabes y se ganó muy mala fama porque en su castillo de Kerak se torturaba a los prisioneros, hasta el punto de que Saladino prometió matarlo con sus propias manos.
Después de la batalla de los Cuernos de Hattin en 1187, Saladino volvió a sitiar el castillo y lo conquistó finalmente en 1189. Saladino hizo prisioneros a Guido y a Reinaldo y ordenó que a este le cortaran la cabeza.
En 1263, el sultán mameluco Baibars de Egipto y Siria lo agranda y construye una torre en la esquina noroeste. En 1840, Ibrahim bajá de Egipto captura el castillo y destruye muchas de sus fortificaciones.
Durante el periodo otomano, juega un importante papel por su situación estratégica en el cruce de caminos entre Arabia, Egipto y la Gran Siria.
El castillo es un notable ejemplo de arquitectura de los cruzados, con una mezcla de estilos europeo, bizantino y árabe. En la ciudad se puede disfrutar del plato nacional de Jordania, el mansaf.

## Galería

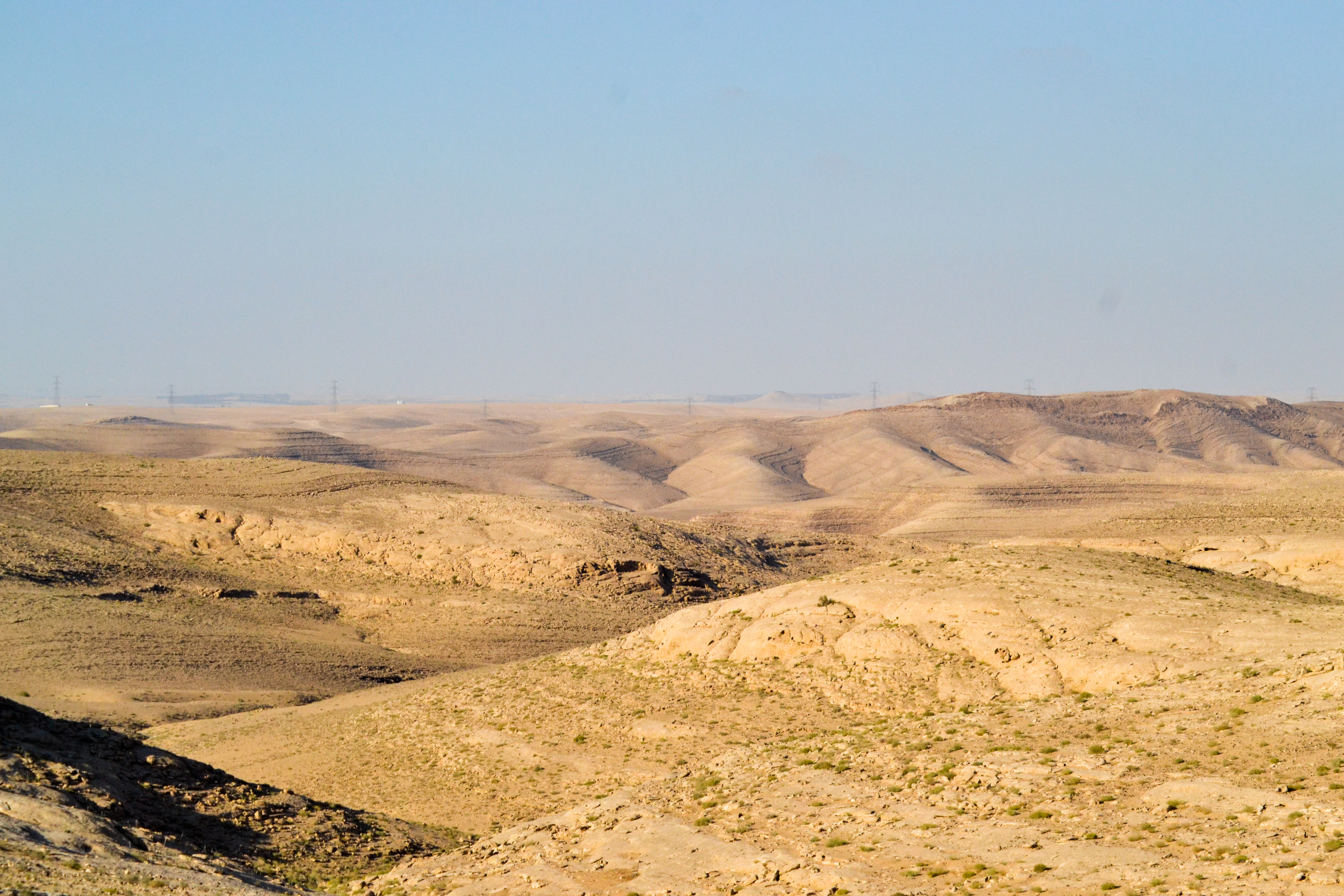
Desierto Al-Karak
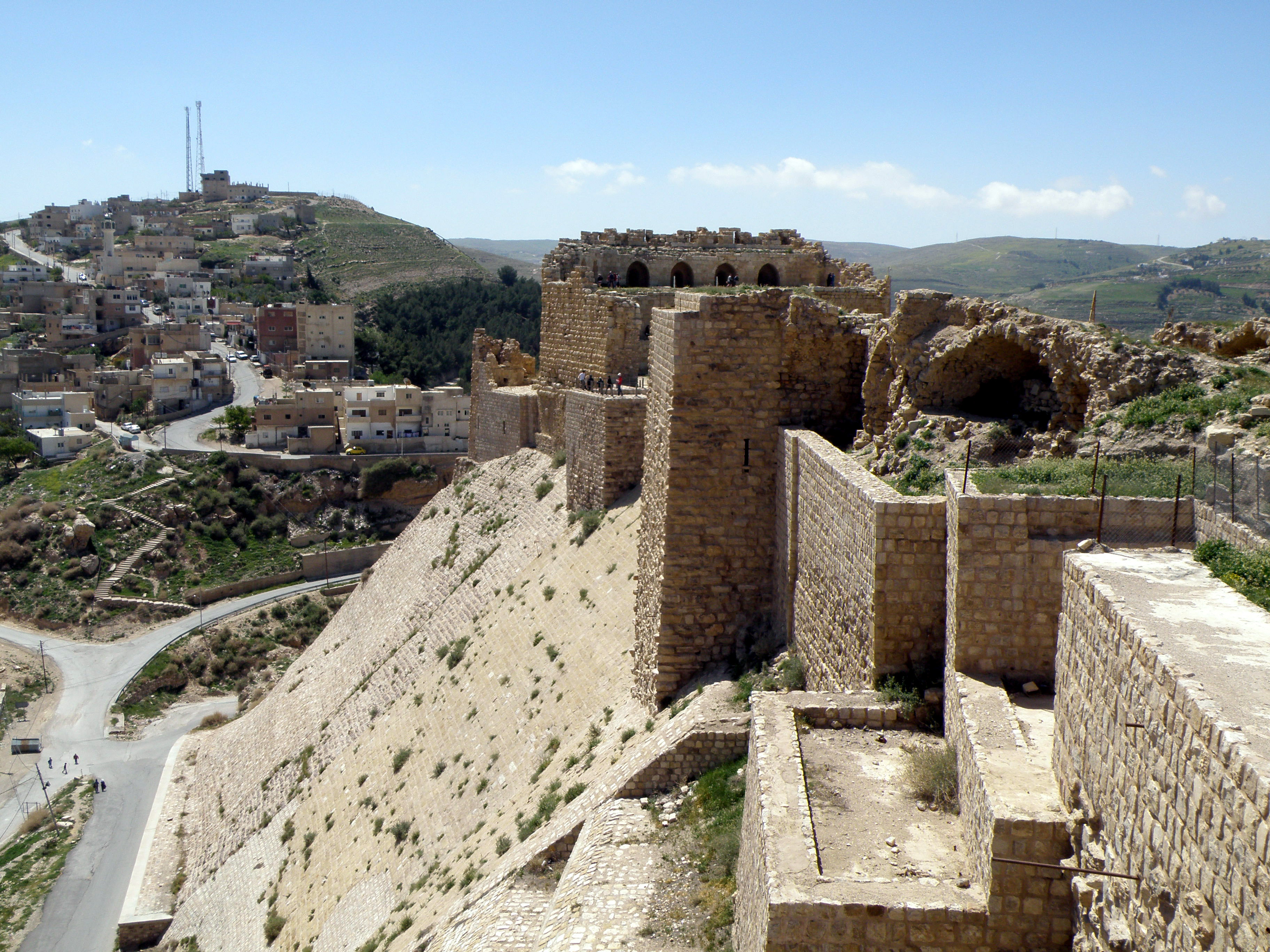
Fachada sur del castillo de Al Karak
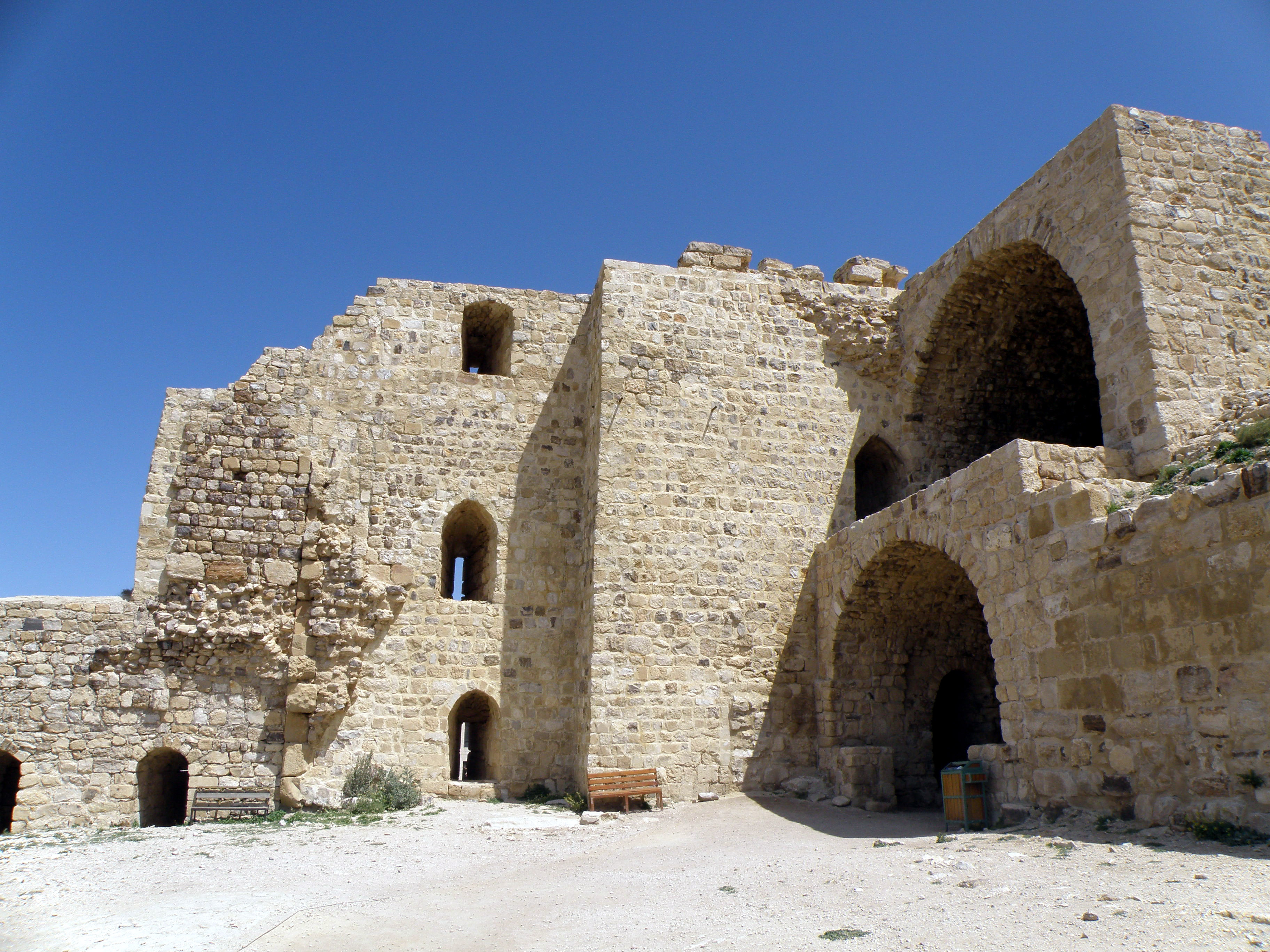
Entrada al castillo de Al Karak

## Demografía
| Gráfica de evolución de Al Karak entre 2004 y |
|                                               |